# Auguste-Henri Berthoud

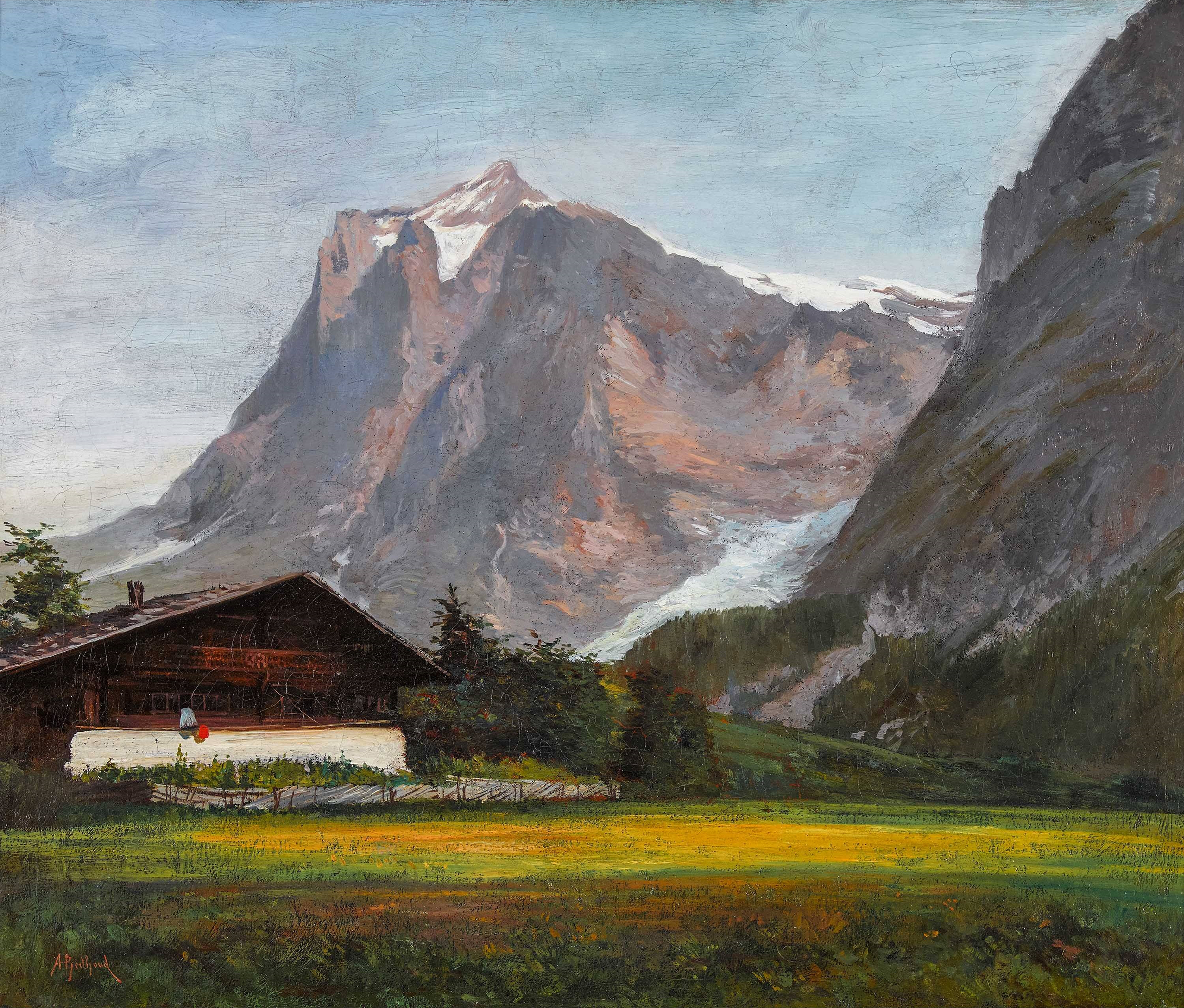
Grindelwald mit dem Wetterhorn

Auguste-Henri Berthoud (auch Auguste-Henry, * 20. April 1829 in Paris; † 13. März 1887 in Neuenburg NE) war ein Schweizer Landschaftsmaler der Schule von Barbizon.

## Leben und Werk
Berthoud studierte Malerei in Paris in den Ateliers von Ary Scheffer und Eugène Lepoittevin. Er wurde Schüler und Freund von Camille Corot. In der Künstlerkolonie Barbizon arbeitete Berthoud mit Théodore Rousseau, Charles-François Daubigny, Narcisso Virgilio Diaz de la Peña und Constant Troyon zusammen. Seine Landschaftsbilder zeigten die Stilmerkmale der Barbizon-Schule der Freilichtmalerei. Er besuchte mehrmals die Normandie und die Bretagne.
1852 übersiedelte Berthoud nach Lausanne, wo ihn Camille Corot zuweilen besuchte. Unter dem Einfluss von Albert de Meuron wandte er sich 1856 den alpinen Landschaften des Berner Oberlandes  zu. Er verbrachte 14 Jahre in Interlaken, wo er die Gipfel der Region malte. 1874 liess er sich in Colombier NE und Neuenburg nieder. Zweimal verbrachte er die Wintermonate in Arles. In seinen letzten Lebensjahren beschäftigte er sich auch mit der Genre- und Historienmalerei.
Auguste-Henri Berthoud war Vater und erster Lehrer der Malerin Blanche Berthoud.